# ابوبکر ربابی
ابوبکر ربابی نام شخصیتی فکاهی در ادبیات فارسی است که شاعران و نویسندگان زیادی از او نام برده‌اند و اینگونه گفته شده است که او یکی از شیخ‌های صوفیه بوده و دارای جذبه بوده و هفت سال سکوت داشته است. اینگونه گفته شده است که او با سلطان محمود غزنوی همدوره بوده است. از نمونه‌هایی که در شعر فارسی بدون اشاره شده است، می‌توان این بیت‌ها را برشمرد:
از مولوی:
| شاه از اسرارشان واقف شده |  | همچو بوبکر ربابی تن زده |

از منوچهری دامغانی:
| اندر این ایام مابازار هزل است و فسوس |  | کار بوبکر ربابی دارد و طنز جحی |

از ادیب صابر:
| چو شعر نیک بیابی نظر نباید کرد |  | به هزل‌های ربابی و طنزهای جحی |